# Ursula Haverbeck

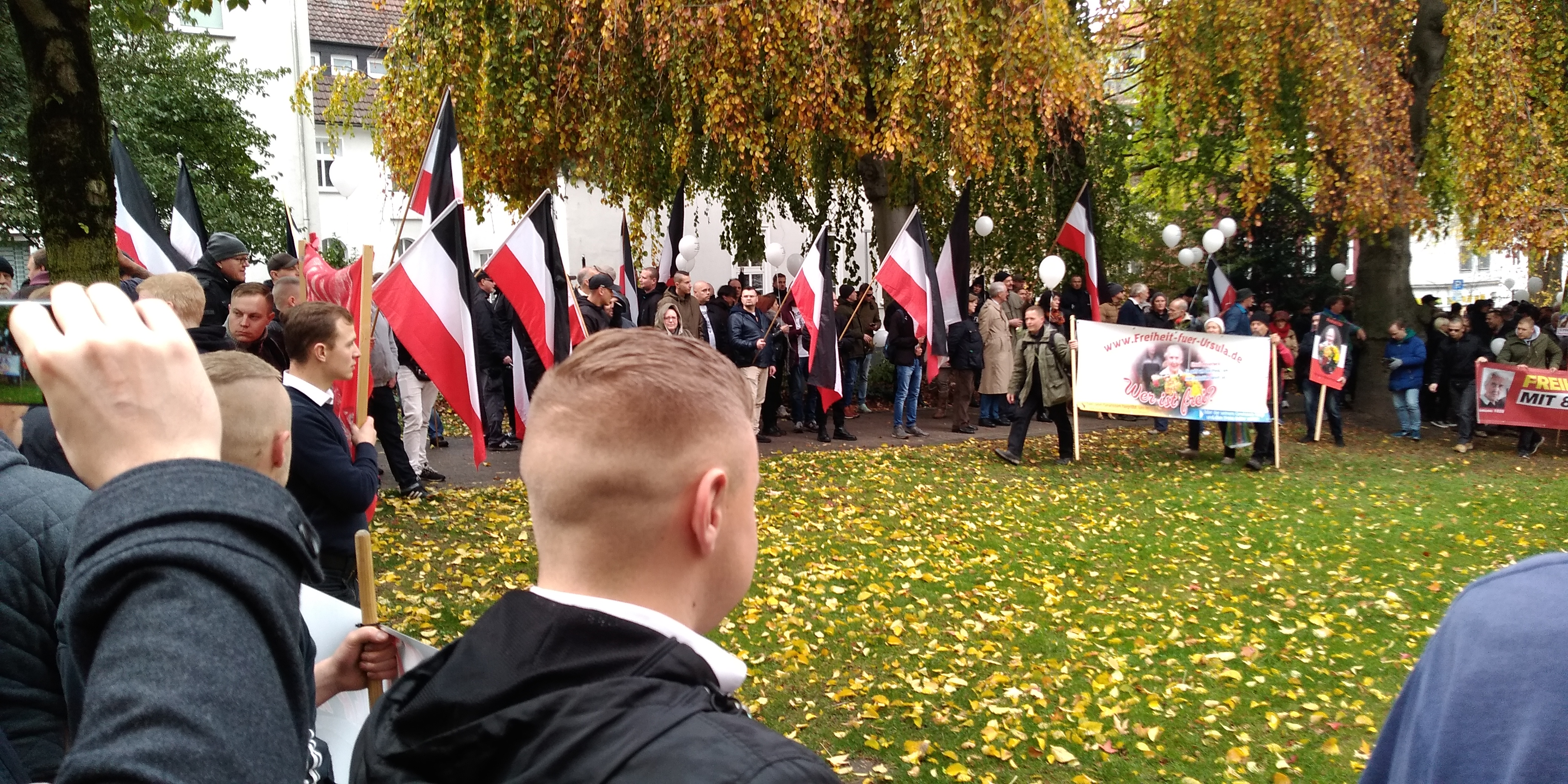
Demonstranter i Bielefeld kräver att Ursula Haverbeck ska släppas fri.

Ursula Hedwig Meta Haverbeck-Wetzel, känd som Ursula Haverbeck, född 8 november 1928 i Winterscheid i Gilserberg, Hessen, död 20 november 2024 i Vlotho, Nordrhein-Westfalen, var en tysk nynazistisk aktivist, författare och förintelseförnekare. Hon dömdes vid sju tillfällen för Volksverhetzung (hets mot folkgrupp). Den 11 oktober 2016 dömdes hon av Amtsgericht Bad Oeynhausen till elva månaders fängelse.